# Projection de Peters
Pour les articles homonymes, voir Peters.

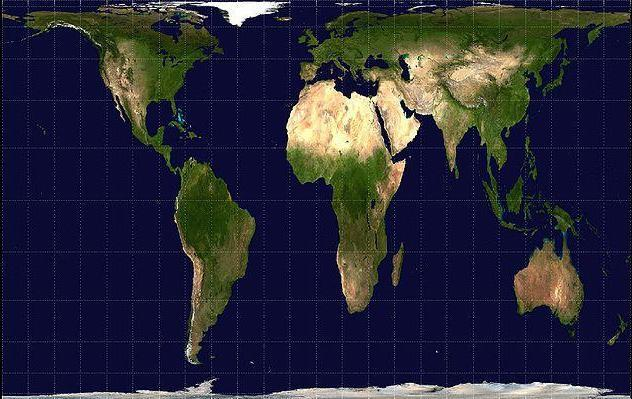
Projection de Peters de la Terre.

La projection de Peters avec les indicatrices de déformation de Tissot.

La projection de Peters (ou projection de Gall-Peters d'après James Gall (1808-1895) et Arno Peters (1916-2002)) est une projection cartographique qui, contrairement à la projection de Mercator, permet de prendre en compte la superficie réelle des continents. En effet, la projection de Mercator, à cause des distorsions, fait apparaître plus grands les pays et continents des zones tempérées et surtout polaires : dans la projection de Mercator, le Groenland apparaît aussi grand que le continent africain, alors qu'il est de 14 à 15 fois plus petit.
La projection de Peters est une projection équivalente : elle conserve les aires, et maintient donc la proportion entre les surfaces sur la carte et les surfaces réelles. Ainsi, les rapports entre les surfaces des pays sur la carte correspondent au rapport de leurs surfaces réelles (l'Afrique apparaît bien 14 à 15 fois plus grande que le Groenland). Mais localement, cette projection ne conserve pas les angles, ce qui se traduit par la déformation des continents au contraire de la carte de Mercator.

## Origines et terminologie
La projection de Peters a été décrite pour la première fois en 1855 par le pasteur James Gall, qui l'a présentée avec deux autres projections à la réunion à Glasgow de la British Science Association (BA). Il lui donna le nom d'« orthographique » (aucun rapport avec la projection orthographique) et il a publié officiellement son travail en 1885 dans le Scottish Geographical Magazine.
Le nom de « Projection de Gall-Peters » semble avoir été d'abord utilisé par Arthur H. Robinson dans une brochure diffusée par l'American Cartographic Association en 1986. Avant 1973, elle était connue comme la « Projection orthographique Gall » ou « orthographique de Gall ». La plupart des partisans Peters utilisent la dénomination « projection Peters ». Pendant les années de controverse, la littérature cartographique mentionnait les deux attributions. Au cours des dernières années, la terminologie « Projection de Gall-Peters » semble dominer.

## Carte du monde de Peters

Les frontières droite et gauche de la carte Peters sont dans le détroit de Béring, de sorte que toute la Russie est affichée sur le côté droit.

En 1967 Arno Peters, a conçu une projection de carte identique à la projection orthographique de Gall et l'a présentée en 1973 comme une « nouvelle invention ». Il l'a présentée comme une solution supérieure à celle de la projection de Mercator, qui est adaptée à la navigation et est aussi utilisée couramment dans les cartes du monde. La projection de Mercator augmente de plus en plus les tailles des régions en fonction de leur distance de l'équateur. Cette inflation a pour conséquence, par exemple, une représentation du Groenland qui est supérieure à l'Afrique, qui est une zone géographique 14 fois supérieure à celle du Groenland. Comme une grande partie des pays les moins avancés se trouve près de l'équateur, ces pays apparaissent plus petits sur une Mercator et donc, selon Peters, semblent moins importants. Sur la projection de Peters, en revanche, des zones de taille égale sur le globe sont également de taille égale sur la carte. En utilisant sa « nouvelle » projection, chaque nation pouvait ainsi retrouver des tailles relatives correctes. Ce raisonnement a été repris par de nombreux organismes éducatifs et religieux, conduisant à l'adoption de la Projection de Peters par plusieurs organismes. Cependant, le choix de Peters des parallèles 45° nord et 45° sud comme parallèles standard signifie que les régions affichées avec le moins de déformations sont l'Europe et les États-Unis, et non les tropiques.

## Formules
La projection est conventionnellement définie par :
{\displaystyle {\begin{aligned}x&={\frac {R\pi \lambda \cos 45^{\circ }}{180^{\circ }}}={\frac {R\pi \lambda }{180^{\circ }{\sqrt {2}}}}\\y&={\frac {R\sin \varphi }{\cos 45^{\circ }}}=R{\sqrt {2}}\sin \varphi \end{aligned}}}
où λ est la longitude (en degrés) à partir du méridien central, φ est la latitude, et R est le rayon du globe utilisé comme modèle de la terre. Lorsque la longitude est donnée en radians, il faut supprimer le facteur {\displaystyle \pi }/180°.

### Formules simplifiées
En évitant la conversion d'unité et le quadrillage uniforme, les formules deviennent :
{\displaystyle {\begin{aligned}x&=R\lambda \\y&=2R\sin \varphi \end{aligned}}}
où λ est la longitude (en radians) à partir du méridien central, φ est la latitude, et R est le rayon du globe utilisé comme modèle de la terre. Donc la sphère est représentée sur un cylindre vertical et ce cylindre est étiré du double de sa longueur. Le facteur d'étirement, 2 dans ce cas, est ce qui distingue les variations qui apparaissent dans les différentes projections cylindriques équivalentes. La projection de Peters est donc une projection cylindrique de Lambert étirée d'un facteur 2.

### Discussion
Les différents types de projections cylindriques équivalentes ne diffèrent que par le rapport entre l'axe vertical et l'axe horizontal. Ce rapport détermine le parallèle standard de la projection, qui est le parallèle sur lequel il n'y a pas de distorsion et le long duquel les distances correspondent à l'échelle choisie. Il existe toujours deux parallèles standard dans les  projections cylindriques équivalentes, chacun à la même distance nord et sud de l'équateur. Les parallèles standard de Gall–Peters sont les 45e parallèles nord et sud. Plusieurs autres types de projections cylindriques équivalentes ont été décrits,,.

## Dans la culture
Dans son travail, l'artiste Mona Hatoum utilise la projection de Peters pour ses propriétés égalitaires, dans ses cartes du monde gravées ou dessinées (Bukhara, Projection, Projection velvet),.